# Transformers: Cybertron
Transformers : Cybertron (Transformers: Galaxy Force - トランスフォーマー ギャラクシーフォース - Toransufōmā: Garakushī Fōsu) est une série télévisée d'animation de science-fiction japonaise en 52 épisodes de 25 minutes, produite par les studios Gonzo Digimation et Sunwoo Entertainment et diffusée du 8 janvier 2005 au 31 décembre 2005 sur Aichi Television Broadcasting. Cette série arrive en France le 6 mars 2006 sur Cartoon Network.
Dans la version japonaise, cette série était une histoire indépendante, sans rapport avec les autres séries sorties auparavant. Cependant, dans la version américaine, adaptée ensuite en France, des éléments ont été ajoutés et modifiés afin de l'utiliser comme suite de Transformers Energon, complétant ainsi ce qui a par la suite été appelé la Trilogie d'Unicron.

## Histoire
10 ans après le sacrifice de Galvatron, la destruction d'Unicron a laissé derrière un immense trou noir qui menace d'absorber Cybertron. Optimus Prime fait évacuer Cybertron.
C'est alors que va apparaître Vector Prime, un des 13 fils de Primus. Il dit que jadis la planète Cybertron avait été Primus et qu'il existe un moyen de le réactiver en récupérant les 4 fragments de son spark, les Cyber-clefs, dispersés dans diverses planètes qui ont été colonisées par les Transformers au cours du temps. Dans le même temps, le Soleil créé dans Transformers : Energon a été détruit par le trou noir, libérant Mégatron et Starscream qui recomposent une armée de Decepticons dans l'ambition de récupérer les Cyber-Clefs pour s'approprier les pouvoirs de Primus.

## Personnages

### Autobots
- Optimus Prime (camion de pompiers)
- Vector Prime (vaisseau cybertronien)
- Hot Shot (voiture sport/camion anti-aérien)
- Red Alert (ambulance/lance-missiles)
- Jetfire (avion-cargo)
- Landmine (chargeuse à pelle)
- Scattershot (auto-chenille/char d'assaut)
- Wing Saber (avion bombardier)
- Metroplex (rétrocaveuse géante)
- Override (voiture de course futuriste)
- Overhaul/Leobreaker (véhicule utilitaire sport/lion mécanique)
- Evac
- Quickmix (camion bétonnière)

#### Mini-cans
- Jolt (hélicoptère)
- Reverb (camionnette pick-up)
- Six Speed (voiture de course)
- Safe Guard

### Decepticons
- Mégatron / Galvatron (voiture de course et jet cybertronien)
- Scourge (chimère mécanique)
- Thundercracker (avion de chasse)
- Thunderblast (bateau militaire)
- Crumplezone / Dark Crumplezone (voiture de course futuriste)
- Ransack (moto futuriste)
- Mudflap (camion-grue)
- Menasor (foreuse géante)

### Starscream et ses alliés
- Starscream (jet cybertronien)
- Sideways (jet futuriste)
- Soundwave (en) (jet cybertronien)

## Les cyber-clefs
- Cyber clef de cybertron : Grise avec le symbole autobot ou deceptican

Utilisateurs : Sonic wing, Hot shot, Red Alert, Scattorshot, Overhaul, Starscream, Primus
- Cyber clef de velocitron : Rouge avec le symbole de velocitron

Utilisateurs : Override, Hot Shot, Crumplezone, Ransack, Dark Crumplezone, Dirt Boss
- Cyber clef de la planète de la Jungle : Verte avec le symbole de la planète de la jungle

Utilisateurs : Scourge, LeoBreaker, NemesisBreaker, Snarl, Savage claw, Dark claw
- Cyber clef de la Terre : Bleue avec le symbole de la Terre

Utilisateurs : Evac, Smockscreen, Crowsiss, Mudflap, Landmine, Scattorshot
- Cyber clef de Gigantion : Violette avec le symbole de Gigantion

Utilisateurs : Metroplex, Menasor, Quickmix
- Cyber clef de la planete X : Orange avec le symbole deceptican

Utilisateurs : Sideways, Soundwave
- Cyber clef unique : Optimus prime possède une bleue avec le symbole autobot et Mégatron une noire avec le Symbole deceptican

Utilisateurs : Optimus Prime, Mégatron

## Voix françaises
- Michel Dodane : Optimus Prime, Starscream, Backstop, Robert Hansen et voix additionnelles
- Guillaume Orsat : Megatron, Red Alert, Landmine, Overhaul / Méga Lion, Brakedown, Dirt Boss, Mike Franklin et voix additionnelles
- Olivier Destrez : Vector Prime, Crumplezone, Clocker et voix additionnelles
- Romain Redler : Hot Shot, Coby Hansen, Ransack et voix additionnelles
- Naiké Fauveau : Lori Jiménez
- Yann Le Madic : Jetfire, Jolt, Scourge, Snarl, Undermine et voix additionnelles
- Anne Mathot : Bud, Override, Thunderblast et voix additionnelles
- Vincent Barazzoni : Scattorshot, Thundercracker, Sideways, Evac et voix additionnelles
- Marc Brétionnière : Optimus Prime (voix de remplacement)

## Épisodes
Listing : animeguides.
1. Chutes (Fallen)
2. Un nouveau refuge (Haven)
3. Transformations (Hidden)
4. Landmine (Landmine)
5. L'espace (Space)
6. À toute vitesse (Rush)
7. Confrontations (Speed)
8. Effondrement (Collapse)
9. Arrêt du temps (Time)
10. Vaines recherches (Search)
11. L'océan (Deep)
12. Le vaisseau (Ship)
13. Le héros (Hero)
14. La finale (Race)
15. Le détour (Detour)
16. Féroce (Savage)
17. L'épreuve (Sand)
18. Les champions (Champions)
19. Révélations (Ice)
20. L'honneur (Honour)
21. Le point essentiel (Primal)
22. La confiance (Trust)
23. Le guet-apens (Trap)
24. L'invasion (Invasion)
25. Séparations (Retreat)
26. Un combat sans merci (Revelations )
27. Un moment critique
28. L'affrontement
29. Starscream
30. Tous unis
31. Cybertron
32. Un équilibre délicat
33. Nemesis
34. Lavage de cerveau
35. Un demi fiasco
36. Le départ
37. Les titans
38. Le passage
39. Gigantisme
40. La colère
41. La cité
42. L'embuscade
43. Le défi
44. Le choix de Scourge (Scourge)
45. Le grand combat d'Optimus
46. La terrible déception
47. L'ultime gardien
48. Planètes en détresse
49. Fin
50. Ce n'est jamais fini
51. L'éternel recommencement
52. L'incendie ("Inferno")